# Tanatocenoza
Tanatocenoza – kopalny zespół organizmów obumarłych w jednym miejscu i czasie. Aby powstała tanatocenoza, organizmy ją budujące muszą zginąć gwałtownie, na skutek katastrofy (takiej jak klęska żywiołowa, epidemia). Z tego powodu jej skład przypomina skład biocenozy organizmów żywych, gdyż śmierci uległy wszystkie osobniki lub ich losowa reprezentacja (a nie tylko osobniki stare lub słabe).